# Nikolaj Burljajev
Nikolaj Petrovitj Burljajev (russisk: Никола́й Петро́вич Бурля́ев) (født 3. august 1946 i Moskva i Sovjetunionen) er en sovjetisk filminstruktør, skuespiller og forfatter. Burljajev er endvidere medlem af Det patriarkalske kulturråd og siden 2021 suppleant i Statsdumaen..
Burljajev begyndte sin skuespillerkarriere som barn. Han fik sit store gennembrud som drengen Ivan i Andrej Tarkovskijs Ivans barndom (1962). Han arbejdede igen sammen med Tarkovskij i 1966 i filmen Den yderste dom, hvor han spillede rollen som Boriska.

## Biografi
Nikolaj Burljajev blev født den 3. august 1946 i Moskva. Nikolai debuterede som filmskuespiller i 1961, da han medvirkede i Andrej Kontjalovskijs afgangsfilm Maltjik i golub (da.: Drengen og duen), Herefter tog Andrej Tarkovskij på Kontjalovskijs anbefaling den unge skuespiller til at spille hovedrollen i Tarkovskijs første spillefilm Ivans barndom, hvor Burljajev spillede rollen som en teenager, der mistede sin sin barndom på grund af krigen. På Filmfestivalen i Venedig i 1962 vandt begge film med Burljaev i hovedrollen Guldløven og Bronzeløven.
Fra 1961 til 1964 arbejdede han på Moskva Akademiske Teater, og fra 1967 til 1968 på Lenin Komsomol Teatret i Moskva. I 1968 tog han eksamen fra B. Sjtjukin Teaterskole og i 1975 tog han eksamen som filminstruktør fra VGIK fakultetet (filmværksted under Mikhail Romm og Lev Kulidzjanov).
Som filmskuespiller har Burljajev medvirket i en række film som voksen. Blandt rollerne kan fremhæves rollen som Boriska i Tarkovskijs Den yderste dom (1966) Jevgenij i Mikhail Sjvejtsers Malenkije tragedii (Små tragedier, 1979) og medvirkede i Natalja Bondartjuks Bambi-dilogi Detstvo Bembi (1985 og 1986). I 1080'erne spillede han hovedrollerne i Pjotr Todorovskijs Vojenno-polevoj roman (Frontlinje romance 1983) og i Lermontov (1986), hvor han spillede hovedrollen.
Nikolaj Burljajev grundlagde i 1991 den internationale slaviske og ortodokse filmfestival "Den Gyldne Ridder", som han siden har været leder af. Han har fra 2010 har han været medlem af det patriarkalske kulturråd i den russisk-ortodokse kirke. Han blev i 2016 optaget i det offentlige råd under Den Russiske Føderations kulturministerium siden 201 og er en af grundlæggerne af præsten Pavel Florenskijs stiftelse for ortodoks kultur.
I 2021 stillede han op til valget til statsduma, og lev valgt som stedfortræder til Dumaen for partiet Retfærdigt Rusland. Han er næstformand for Statsdumaens udvalg for udvikling af civilsamfundet, spørgsmål vedrørende offentlige og religiøse foreninger samt næstformand for Kommissionen for Statsdumaen i Den Russiske Føderations føderale forsamling om stedfortrædende etik.
Han har efter Ruslands annektering af Krim udtrykt offentlig støtte til præsident Putin og har markeret sig som fortaler for traditionelle familieværdier og modstander homoseksualitet, som han betragter som en sygdom.
Nikolaj Burljajev er undergivet sanktioner af bl.a. USA og EU i forbindelse med Ruslands invasion af Ukraine.

## Filmografi
- 1961: Maltjik i golub (da.: Drengen og duen) kortfilm, som drengen
- 1961: Sud sumassjedsjikh (1961) som Sam
- 1962: Ivans barndom som Ivan
- 1962: Bez strakha i uprjoka som Jura Sorokin
- 1963: Tilbage til Leningrad som Oleg
- 1964: Metel som Lancer
- 1966: Geroj nasjego vremeni som blind mand
- 1966: Den yderste dom som Boriska
- 1966: Maltjik i devotjka (da.: Dreng og pige) som drengen
- 1968: Sluzjili dva tovarisjja som Sergej Lukasjevitj
- 1969: Mama vysjla zamuzj som Boris Golubev
- 1969: Semejnoje stjastje som Ivan Sjtjupaltsev
- 1969: Nepodsuden stemme til karakteren Serjosja (der spilles af Vladimir Kuznetsov)
- 1971: Telegramma som Gleb, Zinas søn
- 1974: Under en steinhimmel (norsk film) som Ljosja Vasiljev
- 1974: Vybor tseli som Fedja
- 1974: Ivan da Marja som Marquis
- 1979: Oblomov - Verdens mest dovne mand som Olgas besøgende
- 1979: Malenkije tragedii (tv-serie i tre dele) som Alber, ung baron
- 1983: Vojenno-polevoj roman som Aleksandr Netusjilin
- 1984: Tjuzjaja zjena i muzj pod krovatju (da.: En andens kone og mand under sengen) som Tvorogov
- 1985: Kontrol på vejene som ung politimand (indspillet i 1970)
- 1985: Detstvo Bembi (da.: Bambis barndom) som ung Bambi
- 1986: Lermontov som Mikhail Lermontov og Nikolaj Gogol (også instruktør)[11][12]
- 1994: Master i Margarita som Jesjua Ha-Notsri
- 1995: Kakaja tjudnaja igra som Mikhail Mikhailovich
- 2008: Admiralen som Nikolaj 2. af Rusland

## Familie
Begge Burljajevs forældre var ingeniørøkonomer. Hans bror Grennadij (1937-1994), var skakspiller og blandt de bedste sovjetiske lynskakspillere. En anden bror, Boris (født 1944) er digter og medvirkede som skuespiller i filmene Sudba barabansjjika (dansk: Trommeslagerens skæbne) og To venner. Han har tillige søsteren Ljudmila.
Han blev gift første gang med Natalja Varlej, cirkusartist og skuespiller og hædret kunstner i RSFSR. Andet ægteskab var med Natalja Bondartjuk, også skuespiller og æret kunstner i RSFSR og æret kunstner i Sovjetunionen. Tredje ægteskab er med skuespilleren Inga Sjatova.
Nikolaj Burljajevs søn Ivan (født 1976) er komponist og skuespiller. Datteren Maria er tilknyttet teaterensemblet på Moskvas Akademiske Teater og sønnen Ilja bor i et kloster.

## Hæder og priser
Burljajev har modtaget adskillige priser, herunder Lenin Komsomol-prisen (1976), Hædret kunstner af RSFSR (1984), Folkets kunstner i Den Russiske Føderation (1996), Ruslands Æresorden (2011) og Aleksandr Nevskijs orden (2017).
Herudover har han modtaget flere religiøse ordener og fortjenester, herunder St. Sava-ordenen af første klasse (serbisk-ortodokse kirke, 2010), Republikken Serbiens fortjenstmedalje i sølv (2015) og Orden af St. Daniel af Moskva, II grad (2016)